# Фертешолмаш
Фертешолмаш (укр. Фертешолмаш, венг. Fertősalmás) — село находится в Пийтерфолвовской общине Закарпатской области Украины.
Население по переписи 2001 года составляло 1070 человек. Почтовый индекс — 90371. Телефонный код — 03143. Занимает площадь 6,986 км²[уточнить]. Код КОАТУУ — 2121281202.

## История
В 1946 году указом ПВС УССР село Фертешово переименовано в Заболотье.
В 2000 году селу возвращено историческое название.

## Местный совет
90370, с. Велика Паладь, вул. Кошута, 47